# Žilina
Žilina (în germană Sillein, în maghiară Zsolna) este un oraș în nord-vestul Slovaciei. Se află la confluența râurilor Váh și Kysuca. Are 86.800 locuitori. Este reședința unei regiuni (kraj) sau a unei Unității Teritoriale Supreme (VÚC) și a unui district (okres).
În secolul XIII aici se afla o așezare slavică. A devenit un oraș regal liber în 1312. În zilele noastre Žilina este al treilea oraș ca mărime din Slovacia și deține o universitate (fondată în 1953). Centrul istoric al orașului a fost restaurat după 1990.

## Monumente
- Catedrala Sfânta Treime din Žilina, secolul al XV-lea

## Demografie
| An:                | 1994   | 2004   | 2014   | 2024   |
| ------------------ | ------ | ------ | ------ | ------ |
| Număr de persoane: | 86.373 | 85.268 | 81.155 | 80.257 |
| Diferență:         |        | −1,27% | −4,82% | −1,10% |

| An:                | 2023   | 2024   |
| ------------------ | ------ | ------ |
| Număr de persoane: | 80.634 | 80.257 |
| Diferență:         |        | −0,46% |

## Personalități născute aici
- Vladimír Labant (n. 1974), fotbalist;
- Zuzana Liová (n. 1977), regizoare, scenaristă;
- Radoslav Židek (n. 1981), sportiv la snow-board;
- Dušan Kuciak (n. 1985), fotbalist;
- Tomáš Hubočan, (n. 1985), fotbalist;
- Peter Pekarík (n. 1986), fotbalist;
- Martin Dúbravka (n. 1989), fotbalist.